# Sakura Kinoshita
Sakura Kinoshita (jap. 木下 さくら, Kinoshita Sakura; * 8. September) ist eine japanische Mangaka und Illustratorin.

## Karriere
Kinoshita veröffentlichte 1999 mit Detektiv Loki im Magazin Shōnen Gangan beim Verlag Square Enix ihre erste Serie. In dieser beschreibt sie, wie der nordische Gott Loki wegen eines Scherzes auf die Erde in den Körper eines Kindes verbannt wird und nur in das Reich der Götter zurückkehren darf, sobald er Böses aus den Herzen der Menschen vertreiben kann. 2001 brach sie die Serie nach sieben veröffentlichten Sammelbänden ab, um, wie viele andere Zeichner des Square-Enix-Verlages (darunter Kozue Amano und Nanae Chrono), zu Mag Garden zu wechseln. Für das Mag-Garden-Magazin Comic Blade arbeitet sie seither. Zunächst schuf sie mit Detektiv Loki Ragnarok bis 2004 eine Fortsetzung rund um Loki, gleichzeitig startete sie mit tactics aber auch eine zweite Serie, an der sie gemeinsam mit der Mangaka Kazuko Higashiyama parallel arbeitete. Erneut bilden Figuren der Mythologie den Rahmen, dieses Mal Yōkai der japanischen: Der menschliche Protagonist mit der Fähigkeit, übernatürliche Wesen zu sehen, löst in der Taishō-Zeit gemeinsam mit einem Tengu Probleme mit Geistern und Dämonen.
Sowohl Detektiv Loki als auch tactics hatten Erfolg. Sie wurden in einige Sprachen übersetzt – darunter durch den Carlsen Verlag (Detektiv Loki und tactics) und TOKYOPOP (Alice im Wunderland) ins Deutsche – und beide vom Studio DEEN als Anime-Fernsehserien verfilmt: Detektiv Loki 2003 und tactics 2004.
Kinoshita wird auch als Illustratorin geschätzt. Sie hat seit 2003 fünf Artbooks veröffentlicht und 2006 ein Bilderbuch auf Basis von Lewis Carrolls Kinderbuch Alice im Wunderland.

## Werke (Auswahl)
- Detektiv Loki (魔探偵ロキ Matantei Roki), 1999–2001
- Detektiv Loki Ragnarok (魔探偵ロキRAGNAROK Matantei Roki Ragnarok), 2002–2004
- tactics, seit 2002
- Alice im Wunderland (Alice in Wonderland. Picture Book), 2006
- Akuma no Tsukurikata (悪魔のつくりかた), seit 2010